# 드미트리 콥툰
드미트리 블라디미로비치 콥툰(러시아어: Дмитрий Владимирович Ковтун, 1965년~2022년 6월 4일)은 러시아의 기업인이자 국가보안위원회(KGB) 정보 요원이다. 블라디미르 푸틴 정권을 비판하던 알렉산드르 리트비넨코에게 방사능 물질이 들어간 녹차를 먹여 독살한 용의자로 지목되었다.
군인 가정에서 태어나 1980년대에 모스크바 고등 군사 지휘 학교를 졸업했다. 안드레이 루고보이와는 어렸을 때부터 친구이자 동창이었다. 루고보이와 콥툰은 학교를 졸업한 뒤 국가보안위원회(KGB)에 들어가 크렘린궁 고위직의 경호를 맡았다. 소비에트 연방의 해체 이후 경호 업체에서 일했으며 경영 자문을 맡았다.

## 알렉산드르 리트비넨코 독살
콥툰은 역시 러시아 정보 요원이었던 알렉산드르 리트비넨코와 여러 차례 만났는데, 2006년 10월과 11월 1일 리트비넨코가 중독 증상을 보이기 몇 시간 전에도 만났다. 12월 9일 독일 경찰은 콥툰이 쓰던 함부르크의 아파트에서 방사능을 검출했다고 발표했다. 영국 조사관들에 따르면 콥툰은 리트비넨코를 만나러 런던으로 떠나기 전 함부르크 알토나구 오텐젠에 있는 콥툰의 전처의 아파트에 묵었는데, 독일 조사관들에 따르면 여기서 폴로늄이 검출됐다. 또한 함부르크에 있는 콥툰의 자동차에도 폴로늄이 검출됐다.
2006년 12월 초 콥툰은 방사능 피폭으로 모스크바의 병원에 입원했다. 그는 자신이 10월 리트비넨코와 만났을 때 방사능에 노출됐다고 주장했으나 영국의 조사관들은 콥툰이 11월 1일에 방사능에 피폭됐다고 판단했다.
영국 검찰청은 알렉산드르 리트비넨코의 살해 혐의로 콥툰을 기소하고 신병 인도를 요청했다.

## 독살 사건 이후
2017년 콥툰은 미국 마그니츠키법에 의한 제재 목록에 포함되었다. 콥툰은 2022년 6월 4일 모스크바에서 코로나19로 사망했다.

## 같이 보기
- 안나 폴릿콥스카야